# Suarezilinna reflexus
Suarezilinna reflexus är en insektsart som beskrevs av Henry Fairfield Osborn 1923. Suarezilinna reflexus ingår i släktet Suarezilinna och familjen dvärgstritar. Inga underarter finns listade i Catalogue of Life.